# Гигенско македонско благотворително братство
Гигенското македонско благотворително културно-просветно братство „Пелистер“ е организация на бежанците от областта Македония, установили се в никополското село Гиген.

## История
Основано е на 24 септември 1931 година първоначално с името „Бежанец“, а след 1933 година с „Пелистер“. В настоятелството му влизат Александър Н. Фотенов (председател), Манол Ив. Савов (подпредседател), Григор Симов (секретар), а в контролната комисия влизат Костадин Г. Лазаров, Александър Р. Живков и Никола Станчев. През 1936 година в ръководството са вече Спиро Николов Йончев (председател), Насо Трайков Станчев (подпредседател), Христо Ников Рибаров (секретар касиер), а в контролната комисия са Кирил Дим. Гершанов, Иван Нешев Арсенов и Иван Ан. Белджигеров. В 1938 година е избрано ново ръководство в състав Иван Анастасов Белджигеров (председател), Теофил Доксимов Смилев (секретар) и Иван Динев Крушков (касиер). В контролната комисия Благой Христов Абов (председател), Васил Димитров Стоянов и Иван Мойсов Димитров са членове.